# Unione Sportiva Gladiator 1985-1986
Questa voce raccoglie le informazioni riguardanti l'Unione Sportiva Gladiator nelle competizioni ufficiali della stagione 1985-1986.

## Rosa
| N. |                   | Ruolo | Calciatore            |
| -- | ----------------- | ----- | --------------------- |
|    | Italia (bandiera) | C     | Carmine Calatè        |
|    | Italia (bandiera) | D     | Ciro Cantile          |
|    | Italia (bandiera) | C     | Stefano Cappiello     |
|    | Italia (bandiera) | A     | Gerardo Cavaliere     |
|    | Italia (bandiera) | A     | Luigi Cipriano        |
|    | Italia (bandiera) | C     | Lorenzo D'Agostino    |
|    | Italia (bandiera) | D     | Raffaele D'Agostino   |
|    | Italia (bandiera) | D     | Giuseppe D'Alessandro |
|    | Italia (bandiera) | D     | Michele De Marco      |
|    | Italia (bandiera) | D     | Michele De Stefano    |
|    | Italia (bandiera) | P     | Franco Di Caprio      |

| N. |                   | Ruolo | Calciatore               |
| -- | ----------------- | ----- | ------------------------ |
|    | Italia (bandiera) | D     | Nello Di Costanzo        |
|    | Italia (bandiera) | C     | Francesco Di Rienzo (I)  |
|    | Italia (bandiera) | C     | Salvatore Di Rienzo (II) |
|    | Italia (bandiera) | P     | F. Di Rienzo             |
|    | Italia (bandiera) | P     | Antonino Elefante        |
|    | Italia (bandiera) | A     | Luigi Esposito           |
|    | Italia (bandiera) | C     | Mario Lucio Liccardi     |
|    | Italia (bandiera) | A     | Patrizio Machille        |
|    | Italia (bandiera) | A     | Vito Totaro              |
|    | Italia (bandiera) | C     | Armando Travi            |
|    | Italia (bandiera) | P     | Pasquale Visconti        |